# Acanthagrion indefensum
Acanthagrion indefensum – gatunek ważki z rodziny łątkowatych (Coenagrionidae). Występuje w Ameryce Południowej.